# 赵歇
赵歇（？—前205年），秦朝末年赵国宗室，秦末民變時的六國群雄之一。

## 生平
秦二世元年（前209年）八月，陳勝的部將武臣自立為趙王，派李良攻常山。
秦二世二年（前208年），武臣被李良兵變殺死。趙國將領張耳、陳餘等立赵歇为赵王，定都信都。定陶之役，章邯攻杀项梁，派部下王离进攻赵国，攻克了邯郸。王离围攻赵歇與张耳所在的鉅鹿，直到秦二世三年（前207年），项羽在鉅鹿之戰俘虏王离，方解鉅鹿之围。陳餘兵少，所以並未去救援鉅鹿，張耳責備陳餘，陳餘一怒之下將印信送給張耳，張耳順勢吞併了陳餘的兵馬，陳餘淪落為庶民，從此張耳、陳餘兩人勢同水火。
汉王元年（前206年），项羽尊楚後懷王為義帝，自立为西楚霸王，项羽分赵地北部为常山國，立张耳为常山王，以赵歇为代王。當時陳餘不服，以三县之兵袭击张耳。
汉王二年（前205年），张耳败走，投靠汉王刘邦，陳餘復立赵歇为赵王，並自立為代王兼趙國太傅，留在趙國辅佐赵歇。
汉王三年十月（按夏历和公历仍是前205年），曹參與韩信灭魏豹后，劉邦命韩信、张耳迎战赵军；刘邦亦率领靳歙、周緤等漢軍主力，从邯郸北上攻打襄国。汉军南北夹击，攻破襄国，杀了赵歇。